# Ajuria Enea
Ajuria Enea es un palacio situado en Vitoria (País Vasco, España) que constituye la residencia oficial del lendakari de la comunidad autónoma del País Vasco, en este caso Imanol Pradales. Su nombre proviene de la separación en dos palabras de Ajuriaenea, denominación euskera que está compuesta por el apellido de la familia que construyó el palacio (los Ajuria) declinado en euskera en la forma del genitivo, viniendo a significar ‘de Ajuria’.
La decisión de convertir el palacio de Ajuria Enea en residencia oficial del lendakari se tomó basándose en los valores arquitectónicos del edificio, acorde a la función política a la que iba destinado. Fue el 13 de octubre de 1980 cuando el Gobierno Vasco formalizó la adquisición de los terrenos a su antigua propietaria, la Diputación Foral de Álava. Ese mismo año, Carlos Garaikoetxea, primer presidente después de la dictadura franquista, ocupó oficialmente el edificio.

## Arquitectura
Situado en el paseo Fray Francisco de Vitoria, una de las zonas residenciales más notables de la ciudad, del Palacio de Ajuria Enea fue construido en 1920 por el arquitecto suizo Alfredo Baeschlin y el contratista Hilarión San Vicente, a instancias de un industrial vitoriano llamado Serafín Ajuria Urigoitia, que hizo fortuna con sus fábricas en Araya y Vitoria.
Su aspecto exterior presenta todos los elementos arquitectónicos del arte neovasco: doble arquería en la planta baja, tres ventanales centrales unificados con huecos balconados y elementos heráldicos en el primer piso, ventanas de arco de medio punto junto a los esquinales cilíndricos coronados en arbotantes de la planta superior, y un amplio alero acabado en bellos pináculos alzados hacia el cielo en la cubierta.

## Historia
Tras convertirse en 1920 en la residencia de la familia Ajuria, el edificio fue traspasado en 1965 a la orden religiosa de las Madres Escolapias, quienes la transformaron en un centro de enseñanza. Once años después, en 1976, fue adquirido por la Diputación Foral de Álava para convertirlo en el museo de arte vasco. El centro abrió sus puertas al público en 1978 y durante los dos años siguientes, miles de personas tuvieron la fortuna de recorrer sus estancias contemplando las joyas pictóricas que colgaban de sus paredes. Aunque la Diputación Foral de Vizcaya ofreciera el Palacio de Artaza como residencia del lendakari (junto con el antiguo seminario de Derio como edificio para el Gobierno Vasco y el Depósito Franco de Bilbao para el Parlamento Vasco), la primera ley del Parlamento fijó Vitoria como la sede de las instituciones vascas.

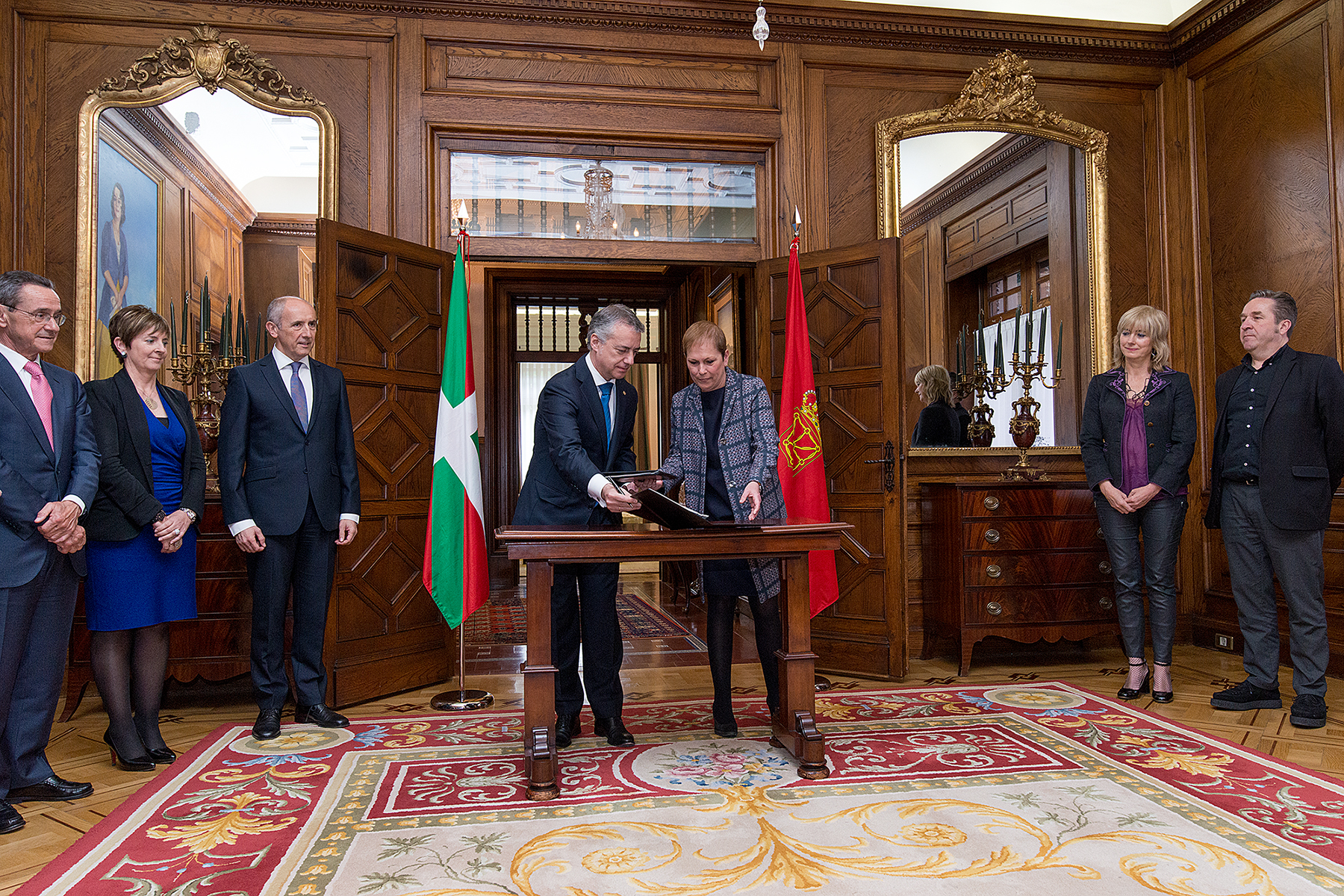
El Lendakari recibe a la presidenta navarra en uno de los salones del Palacio de Ajuria Enea

Una vez tomada la decisión de convertirlo definitivamente en la residencia oficial del lendakari, se acometió una remodelación interna del edificio consistente en la transformación de la última planta en vivienda y la adecuación del resto del palacio a las funciones de un presidente de Gobierno. La titularidad definitiva del Palacio de Ajuria Enea pasó a manos de la comunidad autónoma el 14 de marzo de 1989.

## Residencia oficial del Lendakari de Euskadi
Tras la aprobación del Estatuto de Autonomía del País Vasco de 1979 y las elecciones vascas de 1980, el Parlamento Vasco nombró lendakari del País Vasco a Carlos Garaikoetxea, primer inquilino que ocuparía Ajuria Enea como residencia oficial. Desde entonces, el palacio ha sido ocupado por todos los mandatarios vascos, que han establecido su residencia en la última planta del edificio, una estancia privada de 400 m², reservada únicamente para el lendakari y su familia.
Respecto a su distribución actual, en la planta baja se encuentran situados los salones más majestuosos de la mansión, así como el comedor principal, y se utiliza como escenario para recepciones oficiales y actos solemnes del lendakari. La primera planta ocupa los despachos y salas de reuniones del primer mandatario, mientras que la segunda planta se reserva para la residencia presidencial privada. Cuenta con un txoko privado, bodega y varias salas en el sótano del edificio.
La mansión está rodeada por un jardín botánico de más de una hectárea, con fuentes y canales artificiales de agua, y varios edificios que albergan los servicios de seguridad y escolta, mantenimiento y servicio del palacio, entre otros. Por motivos de seguridad y funcionalidad, el Palacio de Ajuria Enea está conectado a través de un túnel subterráneo con el edificio de Lehendakaritza, donde se encuentra el despacho de trabajo diario del lendakari.